# Kurów (Powiat Puławski)
Kurów ['kuruf]  ist eine Stadt im südöstlichen Polen. Sie liegt an der Kurówka in Powiat Puławski, Woiwodschaft Lublin, Polen und ist Sitz der Stadt-Land-Gemeinde Kurów.

## Geschichte
Kurów wurde zwischen 1431 und 1442 nach dem Magdeburger Recht gegründet.
Im 16. Jahrhundert ein Zentrum des polnischen Calvinismus, konvertierten bis 1660 die meisten Einwohner Kuróws zum Arianismus. Im Februar 1831 schlugen bei der Schlacht von Kurów polnische Truppen unter General Józef Dwernicki russische Einheiten. Während des Zweiten Weltkriegs wurde Kurów am 9. September 1939 schwer von der deutschen Luftwaffe bombardiert.
Zum 1. Januar 2025 erhielt Kurów seine 1870 entzogenen Stadtrechte wieder.

## Söhne und Töchter des Ortes
- Wojciech Jaruzelski (1923–2014), General, ehemaliger Staatspräsident von Polen
- Jacek Janczarski (1945–2000), Satiriker, Dramatiker, Drehbuchautor
- Klemens Kurowski (1340–1405), Adeliger und Senator, Besitzer von Kurów
- Piotr Kurowski († 1463), Kastellan, Besitzer von Kurów
- Ignacy Potocki (1750–1809), Adliger, Besitzer von Kurów